# 요모타 이누히코
요모타 이누히코(일본어: 四方田 犬彦 1953년 2월 20일 ~ )는 일본 오사카부 출신의 영화사학자이자 비교문학 전공자이다. 효고현 니시노미야시에서 성장했으며, 도쿄 대학 인문계 대학원 비교문학 비교문화과 박사과정을 수료하였으며, 비교문학, 영화사, 만화론, 기호학등이 전공분야이다. 본명은 요모타 고키(四方田剛己)이다.